# João Saad
João Jorge Saad ComMM (Monte Azul Paulista,  22 de julho de 1919 — São Paulo, 10 de outubro de 1999) foi um empresário, editor e fundador do Grupo Bandeirantes de Comunicação.

## Biografia e carreira
Chegou a São Paulo aos cinco anos, acompanhado de seus pais, Jorge João Saad, nascido em Damasco (Síria), e Raquel Amate, nascida em São Carlos (São Paulo). 
Começou a trabalhar cedo no comércio do pai, na esquina da rua 25 de Março com a ladeira Porto Geral, então colônia ortodoxa antioquina. Quando completou 21 anos, passou a percorrer o país como caixeiro-viajante. Nessa época, início dos anos 1940, não imaginava entrar para o mundo das comunicações.
No inverno de 1947, João Saad casou-se com Maria Helena de Barros, com quem teve cinco filhos: Johnny Saad, Ricardo Saad, Maria Leonor, Marcia Saad e Marisa Saad. Em 1 de julho de 1948, Saad assumiu a Rádio Bandeirantes, que pertencia a seu sogro, o governador de São Paulo, Ademar de Barros.
Com a PRH-9, ele daria início ao que viria a se tornar o Grupo Bandeirantes de Comunicação. Quando já possuía uma cadeia de rádio, inaugurou a TV Bandeirantes, canal 13 de São Paulo, no dia 13 de maio de 1967. Nos anos 1970 estaria montada a Rede Bandeirantes, emissora importante para o Brasil principalmente para o esporte brasileiro. Saad também atuou como empresário no setor imobiliário e agropecuário.
Em 1998, Saad foi admitido pelo presidente Fernando Henrique Cardoso à Ordem do Mérito Militar no grau de Comendador especial.
Morreu em 10 de outubro de 1999, vítima de câncer generalizado.

## Homenagens
Em 2007, foi homenageado pela escola de samba Nenê de Vila Matilde por conta de sua importância para a comunicação no Brasil.
Seu nome está na Avenida Jorge João Saad, que liga a Estação São Paulo-Morumbi à Praça Roberto Gomes Pedrosa e ao Estádio do MorumBis.